# Brennisteinsfjöll
Brennisteinsfjöll (i. e. 'La montaña Brimstone') es una pequeña cadena montañosa con hileras de cráteres y pequeños volcanes en escudo en la península Reykjanes en el occidente de Islandia, a unos 26 km de la capital, Reikiavik.

## Características
Había un flujo de lava desde el Brennisteinsfjöll hacia el sur, en la costa de la bahía Herdísarvík. Se creía que este había cesado antes de la colonización de la isla, pero ahora se piensa lo contrario debido a que la Ruta 42 se ha visto cubierta de lava. Brennisteinsfjöll es de tipo geotermal. En su última erupción, en 1341, era un VEI-2.